# Gap FC
Gap Hautes-Alpes Football Club (kortweg Gap FC) was een Franse voetbalclub uit Gap (Hautes-Alpes).
De club werd in 1970 opgericht als fusie tussen Sporting Club Olympique Gapençais (opgericht in 1962) en CSL Louis Jean (1969). In 2001 werd de club kampioen in de Division d'Honneur (Provence-Alpes-Côte d'Azur) en in 2003 in het Championnat de France amateur 2. In 2010 werd groep B van het Championnat de France amateur gewonnen en promoveerde naar de Championnat National. Ondanks een sportief behoud degradeerde de club toch na één seizoen wegens financiële problemen. In 2012 werd de club ontbonden. Als opvolger werd Gap Foot 05 (GF05 opgericht. 